# Cai Yun
Pour les articles homonymes, voir Cai.
Dans ce nom chinois, le nom de famille, Cai, précède le nom personnel.
Cai Yun (chinois simplifié : 蔡贇) est un joueur de badminton chinois né le 19 janvier 1980 à Suzhou.
Il possède avec son coéquipier Fu Haifeng le meilleur palmarès de badminton en double. Il remporte une médaille d'argent olympique en 2008 à Pékin puis le titre olympique en 2012 à Londres. Il remporte aux championnats du monde la médaille d'or en 2006, 2009, 2010 et 2011.